# Burgruine Ebersberg
Die Burgruine Ebersberg ist die Ruine einer mittelalterlichen Höhenburg bei 368 m ü. NN auf dem Schlossberg bei Zell am Ebersberg, einem Ortsteil der Gemeinde Knetzgau im Landkreis Haßberge in Bayern.

## Geschichte
Die Burg wurde 1115 durch Bischof Otto von Bamberg erbaut, wohl als Unterkunft und Raststation der Geistlichen der beiden Bistümer Würzburg und Bamberg. Weiter war die Burg Verwaltungssitz des bischöflichen Besitzes rund um Zell und war Zollstation. 
Erstmals wurde die Burg 1525 im Zuge des Bauernkrieges durch Hans Luft zerstört und danach wieder aufgebaut. 1634 wurde die Burg im Dreißigjährigen Krieg durch die Schweden endgültig zerstört.
Nachdem Zeller Bauern die Mauerreste der Burg bis Anfang des 20. Jahrhunderts zum Hausbau abgetragen hatten, verblieben nur noch wenige Mauer- und Fundamentreste. 1972 wurde die Burgfläche durch den Naturpark Steigerwald zum Aussichtspunkt ausgebaut.
Von der ehemaligen Burganlage ist der Halsgraben, ein Ringmauerrest, Fundamentreste des Herrenhauses sowie der ehemaligen Zugbrücke erhalten. 